# Toledot Jeszu
Toledot Jeszu (hebr. תולדות ישו Historia Jeszu) – zbiór różniących się od siebie anonimowych tekstów, krążących w środowiskach rabinackich, ujętych w formę haggad, wyraźnie odnoszących się do postaci Jezusa Chrystusa przedstawionej w 4 Ewangeliach.
Pisma Toledot Jeszu są kompilacją i rozwinięciem wzmianek w Talmudzie, dotyczących przypuszczalnie Jezusa (nie ma co do tego pewności). Powstały zapewne w VI wieku w diasporze żydowskiej, ostatecznej ich redakcji dokonano na początku wieku XV. Stylem nawiązują do Ewangelii Mateusza, która jako jedyna specjalnie skierowana była do Żydów.
Imię bohatera pism, Jeszu, można odczytywać jako akronim hebrajskich słów: „niech jego imię i pamięć [o nim] zaginą”, może też być odczytywane jako zniekształcenie hebrajskiego imienia Jezusa – Jeszua. Jeszu przedstawiony jest tam jako heretyk i oszust, syn Żydówki zgwałconej przez rzymskiego legionistę Józefa Pandera – ojca Jeszu. Cuda dokonywane przez Jeszu miały być wynikiem stosowania czarnej magii. Jeszu miał być ukrzyżowany przez Żydów za szerzenie herezji, ale jego uczniowie mieli wykraść jego ciało z grobu, by obwieścić jego zmartwychwstanie.
Książka była wielokrotnie palona przez władze chrześcijańskie jako bluźniercza. Jej druk jako prowokacyjny wobec chrześcijan był też zakazany przez władze żydowskie w 1561 roku przez zgromadzenie (asefa) rabinów i rektorów szkół talmudycznych (rasze jeszibot) w Lublinie. Nie było w powszechnej historii Europy odpowiednika decyzji lubelskich rabinów z XVI wieku. Wtedy też zdecydowano o wycofaniu z druku fragmentów Talmudu, uważanych za antychrześcijańskie. Powszechnie nie stosowano się do zakazu, publikując kolejne edycje i tłumaczenia różnych wersji Toledot Jeszu. Główny rabin Rzymu Riccardo Di Segni wyszczególnia publikacje z XVII i XVIII wieku, a także 9 znanych mu wydań hebrajskich rękopisów już w XIX wieku oraz 3 edycje z pierwszej połowy XX wieku. Wśród tych XIX i XX wiecznych wydań są też edycje krakowska, lwowska i przemyska. Josef Klausner, żydowski historyk i redaktor naukowy Encyclopaedia Hebraica, oraz Harvey Gertel, którego rodzina przed II wojną światową mieszkała w Łodzi, wspominali o powszechnym w diasporze żydowskiej zwyczaju przekazywania dzieciom treści Toledot Jeszu przez ich rodziców.